# Velas
Velas ([ˈvɛlɐʃ] ) ist eine  Kleinstadt (Vila) und ein Kreis (Concelho) auf der Azoren-Insel São Jorge, Portugal, mit 1765 Einwohnern (Stand 19. April 2021).

## Geschichte
Nachdem 1439 auch hier mit dem Aussetzen von Schafen die Inbesitznahme der Insel São Jorge begonnen hatte, wurde 1460 der Ort Velas errichtet. Er erhielt um 1500 Stadtrechte durch König Manuel I. und wurde zur Vila erhoben. Im 17. Jahrhundert erhielt der Ort die Festung Santa Cruz, die auch unter den Namen "Castelo de Santa Cruz", "Reduto de Santa Cruz" und "Forte das Velas" bekannt wurde. Am 9. Juli 1757 erlebte die Insel ein starkes Erdbeben, das viele Opfer forderte und große Schäden verursachte.

## Verwaltung

### Kreis Velas
Velas ist Sitz eines gleichnamigen Kreises (Concelho). Er grenzt an den Kreis Calheta und an den Atlantischen Ozean. Die folgenden Gemeinden (Freguesias) liegen im Kreis Velas:

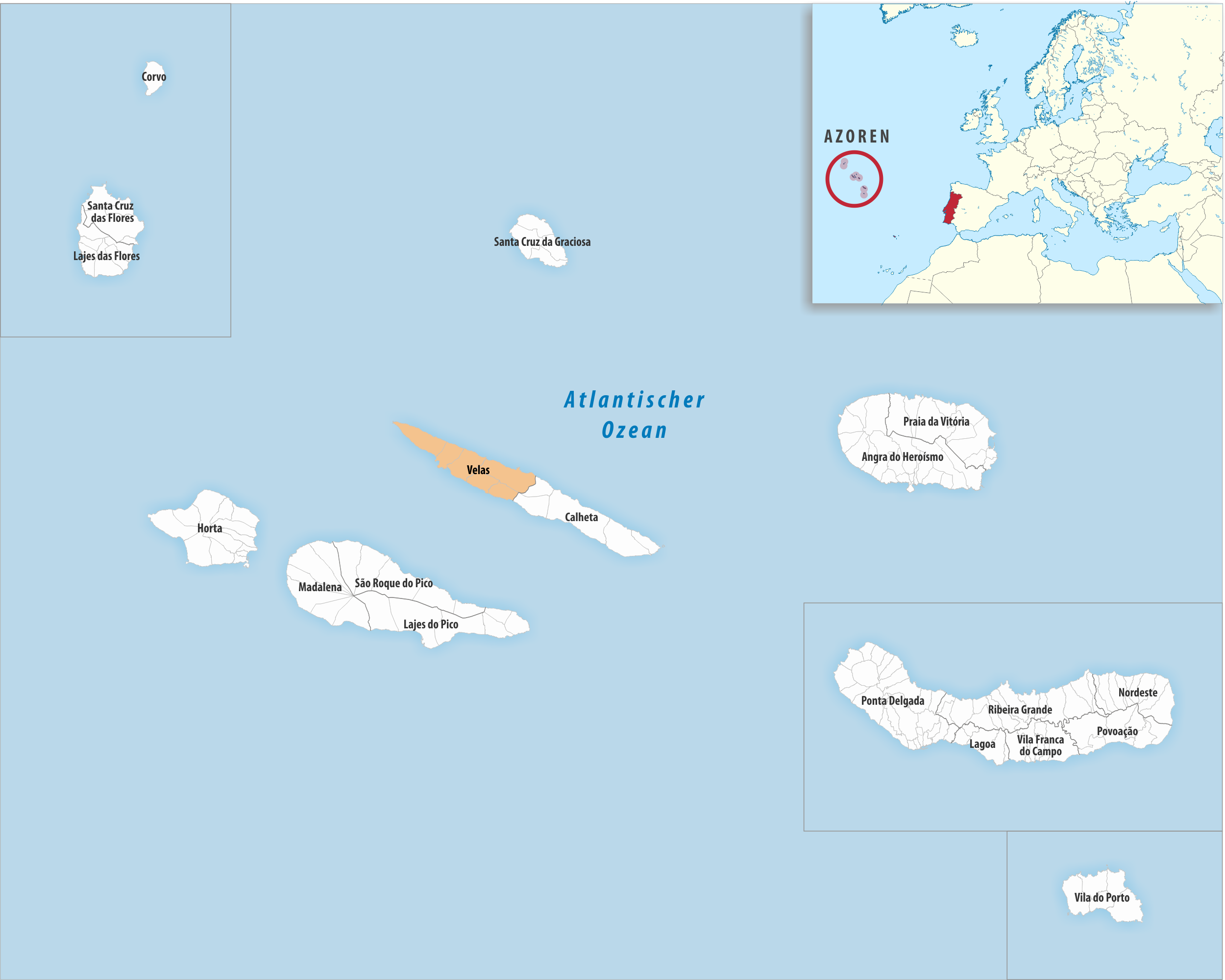
Kreis Velas

| Gemeinde     | Einwohner (2021) | Fläche km² | Dichte Einw./km² | LAU- Code |
| ------------ | ---------------- | ---------- | ---------------- | --------- |
| Manadas      | 361              | 11,20      | 32               | 450201    |
| Norte Grande | 463              | 31,85      | 15               | 450202    |
| Rosais       | 661              | 24,23      | 27               | 450203    |
| Santo Amaro  | 790              | 22,53      | 35               | 450204    |
| Urzelina     | 896              | 13,69      | 65               | 450205    |
| Velas        | 1.765            | 13,89      | 127              | 450206    |
| Kreis Velas  | 4.936            | 117,39     | 42               | 4502      |

### Bevölkerungsentwicklung
| Einwohnerzahl im Kreis Velas (1849–2011) |       |      |      |      |      |      |      |      |      |
| Jahr                                     | 1849  | 1900 | 1930 | 1960 | 1981 | 1991 | 2001 | 2004 | 2011 |
| Einwohner                                | 10166 | 8405 | 7328 | 8466 | 5927 | 5707 | 5605 | 5585 | 5398 |

## Bauwerke

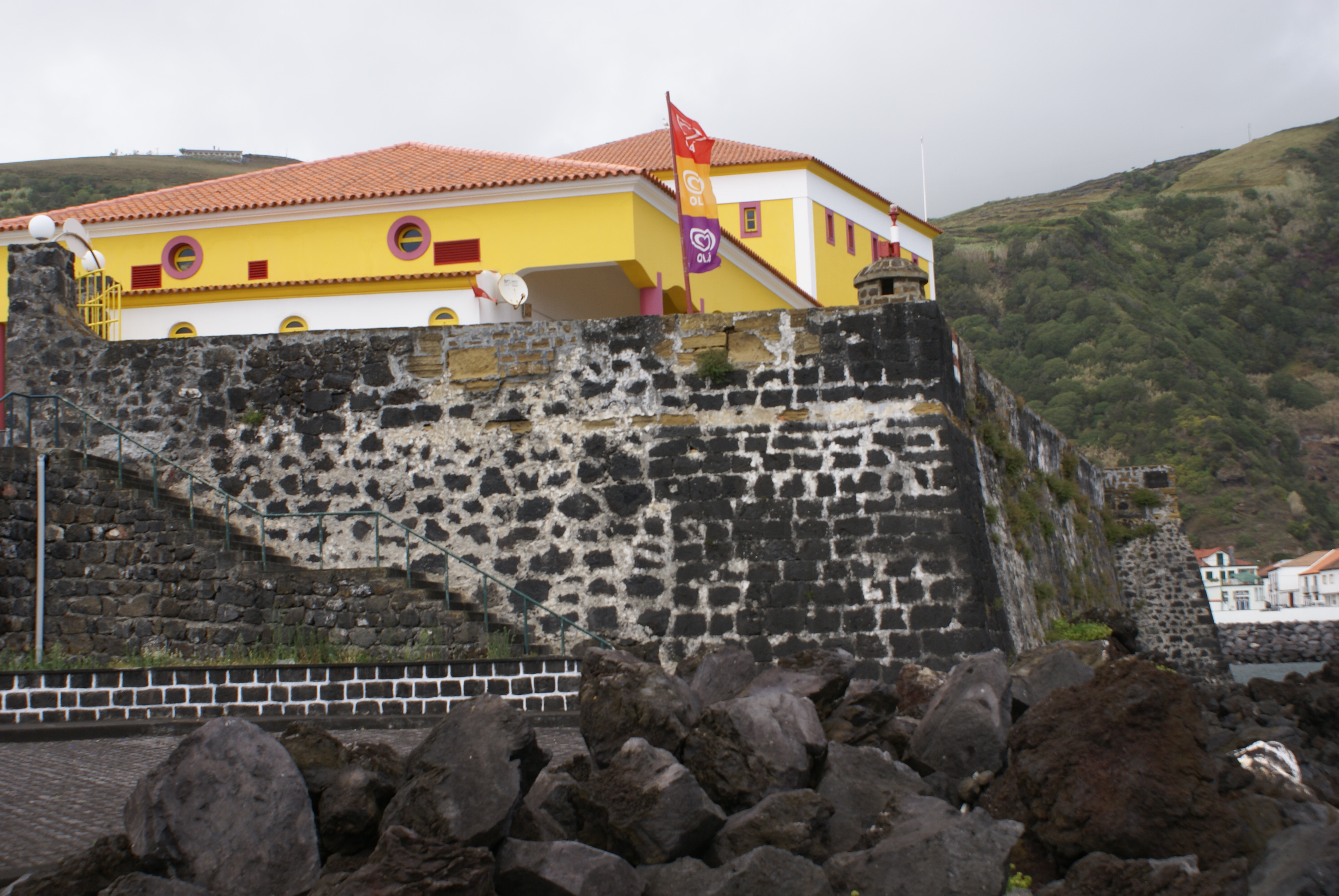
Festung Forte de Nossa Senhora da Conceição

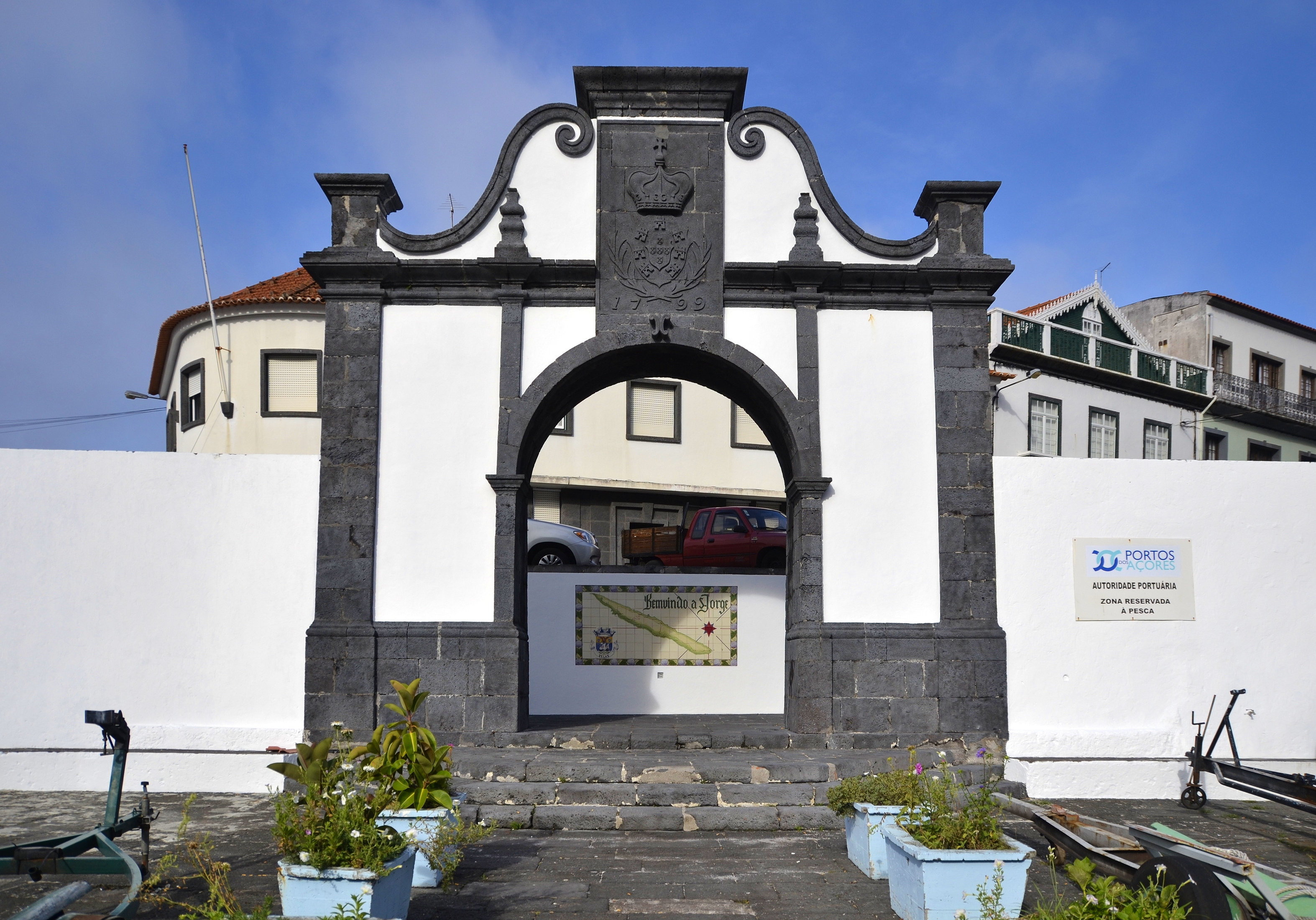
Das Stadttor Portão do Mar

Zu den markantesten Gebäuden der Stadt gehören die Pfarrkirche Igreja de São Jorge mit angeschlossenem Museum, die 1460 erbaut und im 17. sowie im 18. Jahrhundert umgebaut wurde, sowie das Rathaus (Câmara Municipal) aus dem 17. Jahrhundert. Von der Stadtmauer, die zum Schutz gegen Überfälle von Piraten errichtet wurde, ist unter anderem am Hafen das Stadttor Portão do Mar aus dem Jahre 1799 erhalten. Von der im 17. Jahrhundert erbauten Festung Forte de Santa Cruz, die 1965 im Zuge der Erweiterung der Hafenanlagen der Stadt teilweise abgetragen wurde, stehen noch Teile der Mauern mit einem Scharwachtturm. Die 1644 errichtete Festung Forte de Nossa Senhora da Conceicão wurde zu Beginn des 21. Jahrhunderts renoviert. Auf dem Gelände der Festung wurde anschließend das moderne Kultur- und Veranstaltungszentrum Auditório Municipal e Centro Cultural das Velas erbaut.
In dem Stadtviertel Bairro da Conceição steht die Kirche Igreja Nossa Senhora da Conceição mit angeschlossenem Kloster aus dem 18. Jahrhundert, in dem heute nach entsprechenden Umbauten das Krankenhaus der Stadt untergebracht ist. Die farbenfroh verzierte Hl.-Geist-Kapelle Império do Bairro da Conceição wurde nicht weit davon 1947 errichtet und 2008 renoviert. An dem von schroffem Lavagestein geprägten Küstenabschnitt im Stadtviertel erhebt sich der Arco da Conceição, ein von der Brandung geschaffener natürlicher Bogen aus vulkanischem Basalt, der als eines der Wahrzeichen der Stadt gilt.

## Umgebung
Die Stadt wird im Nordwesten überragt von dem 161 m hohen Vulkankegel Morro Grande.
Auf der Halbinsel Punta da Queimada unweit südöstlich der Stadt sind Reste der 1699–1708 erbauten Festung Forte de São Miguel o Anjo zu sehen.
Rund 8 km südöstlich von Velas befindet sich der Flughafen der Insel São Jorge.

### Kommunaler Feiertag
- 23. April

### Städtepartnerschaften
- Portugal: Porto Santo, Autonome Region Madeira
- Kap Verde: Sal
- Vereinigte Staaten: Tracy (Kalifornien)[9]